# Mariano Salvatierra
Pour les articles homonymes, voir Salvatierra.
Mariano Salvatierra Serrano, né le 6 octobre 1752 à Tolède et mort au début du XIXe siècle dans la même ville, est un sculpteur espagnol.

## Biographie
Mariano Salvatierra Serrano naît le 6 octobre 1752 à Tolède. Il est baptisé quelques jours après sa naissance dans l'église de La Magdalena à Tolède, sa paroisse d'origine.
Il est le père de Valeriano. Il travaille principalement pour la cathédrale de Tolède et l'université de Tolède.
Mariano Salvatierra meurt en 1808 ou en 1814 dans sa ville natale.